# Druckluftschaum
Druckluftschaum ist ein Verfahren zur Herstellung von Schwerschaum. Der Druckluftschaum wird an der Feuerlöschkreiselpumpe erzeugt. Die englische Bezeichnung für diese Anlagen lautet: Compressed Air Foam System (CAFS). Druckluftschaum kann mit unterschiedlichen Verschäumungszahlen (VZ) hergestellt werden. Als nasser Druckluftschaum werden Dispersionen mit einem Expansionsverhältnis (Verschäumungszahl) von 4 bis 11 bezeichnet und ein Expansionsverhältnis von mehr als 11 bezeichnet man als trockenen Druckluftschaum.
Die gebräuchliche Abkürzung CAFS (Compressed Air Foam System) bezeichnet die den Druckluftschaum erzeugende Anlage (Druckluftschaumanlage, Abkürzung: DLS).
DLS wird im Gegensatz zu herkömmlichem Schaum nicht erst im Strahlrohr, sondern schon beim Mischen des Wassers mit dem Schaummittel mit Hilfe von Druckluft verschäumt. Wegen der Expansion des komprimierten Schaums am Strahlrohr sowie der Tatsache, dass keine Energie für die Luftzumischung verbraucht wird, kann dieser Schaum wesentlich weiter geworfen werden.
Druckluftschaum wurde ursprünglich in den 1930er Jahren in Deutschland entwickelt. In Europa wurde CAFS erstmals im Jahre 1997 von der Berufsfeuerwehr Ingolstadt in einem Pilotprojekt eingeführt und praxiserprobt. Aufgrund der positiven Ergebnisse entschloss sich Bayern als erstes Bundesland, das neue Löschmittel zu fördern.

## Funktion

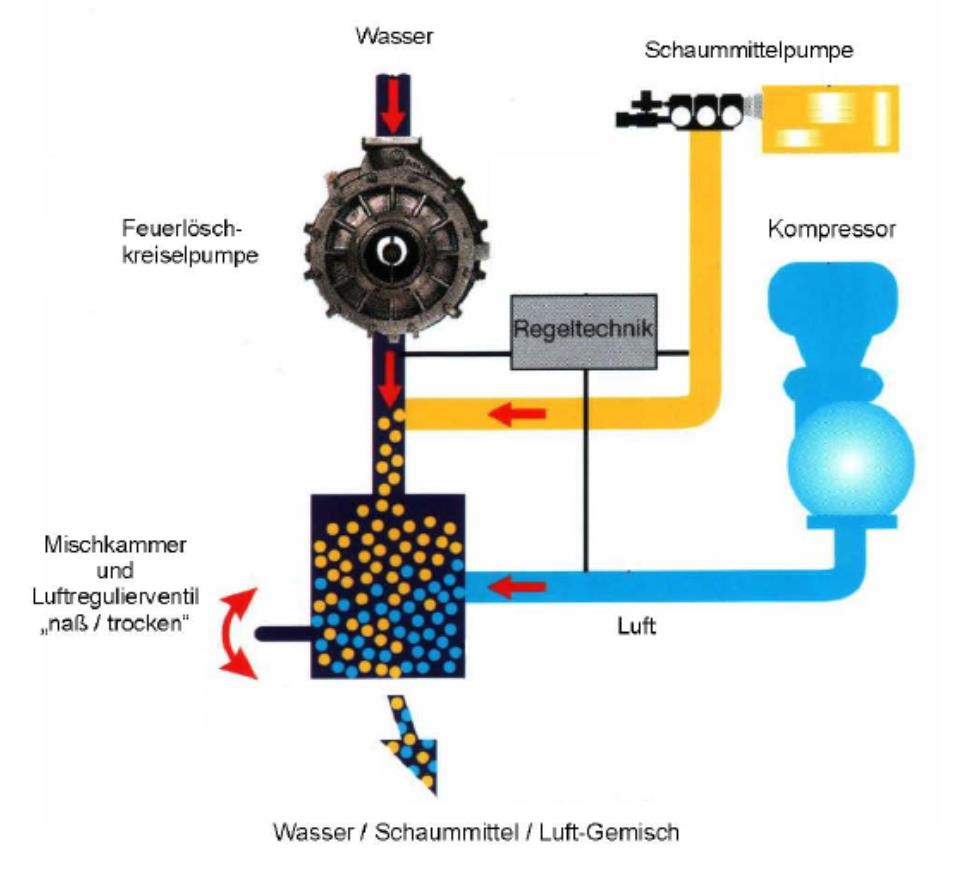
Schema einer DLS-Anlage

Eine Druckzumischanlage fördert das Schaummittel aus einem Lagertank in die Druckleitung der Feuerlöschkreiselpumpe. Danach wird dem Wasser/-Schaummittelgemisch die vom Kompressor erzeugte Druckluft zugeführt. Während sich das Schaumkonzentrat mit dem Wasser problemlos vermengt, führt die Druckluftzufuhr nicht ohne zusätzlichen Aufwand zur Verschäumung. Nur durch die Erzeugung von ausreichend Turbulenzen entsteht eine Dispersion mit einer weitgehend homogenen Schaumblasenstruktur.

## Nomenklatur
Druckluftschaumanlagen sind in der DIN EN 16327 beschrieben. Die Norm unterscheidet vier Anlagengrößen (Kurzbezeichnung): DLS 200, DLS 400, DLS 800 und DLS 1600. Mit einer Druckluftschaumanlage DLS 800/2400 wird eine Anlage bezeichnet, die mit einem Löschmittel-Förderstrom von 800 Liter/Minute und mit einem Luft-Förderstrom von 2400 Liter/Minute eine Dispersion (Schwerschaum) herstellt. Anlagen nach dieser Norm müssen mehrere Sicherheitsanforderungen erfüllen: Die Schalthandlungen sind auf ein Mindestmaß zu reduzieren. Fällt die Druckzumischung aus, wird die Drucklufteinspeisung gesperrt. Fallen Druckzumischung und die Luftzuführung aus stellt die Feuerlöschkreiselpumpe immer noch die Rückfallebene dar. Das Ein- und Ausschalten der Anlage darf zu keinen Druckimpulsen führen. Der Anlagendruck ist bei Druckluftschaumbetrieb auf 10 bar begrenzt.

## Löschwirkung
Der Zusatz von Tensiden verringert die Oberflächenspannung so weit, dass Wasser nicht mehr abperlt, sondern die Brandgut-Oberfläche benetzt und auch in schmale Spalten kühlend eindringen kann. Die dadurch vergrößerte Kontaktfläche zwischen Brandgut und Löschwasser verbessert ebenfalls den Wärmeübergang.
Mit Luft können Wasser-Tensid-Gemische zu einer je nach Herstellungsverfahren mehr oder weniger homogenen Wasser/Luft-Dispersion verschäumt werden, wodurch der Löscherfolg auf mehrfache Weise verbessert wird:
- Der Schaum haftet an abschüssigen Flächen und erhöht damit die Kontaktdauer zwischen Brandgut und Löschmittel,
- die bessere Benetzung vergrößert die Kontaktfläche und steigert den Wärmeübergang zwischen Brandgut und Löschmittel und
- das gegenüber Wasser gesteigerte Oberflächen/Volumen-Verhältnis verbessert ebenfalls den Wärmeübergang zwischen Brandgut und Löschmittel.
- Zusätzlich vermag der Schaum, die brennende Oberfläche vom Luftsauerstoff zu trennen (= Hauptlöscheffekt bei Bränden der Klasse B), die aufsteigenden, brennbaren Gase zurückzuhalten und durch Abscheiden seines Wasseranteils zu kühlen.

Druckluftschaum ermöglicht erst einen Einsatz von Schaum im Innenangriff. Für strahlrohrverschäumten Schaum wird saubere Luft am Ort des Schaumrohrs benötigt, die im Innenangriff dort nicht vorhanden ist.

## Hinweise für die Anwendung
Für die Gebäudebrandbekämpfung sollten Löschfahrzeuge mit einer DLS 800 ausgerüstet sein.

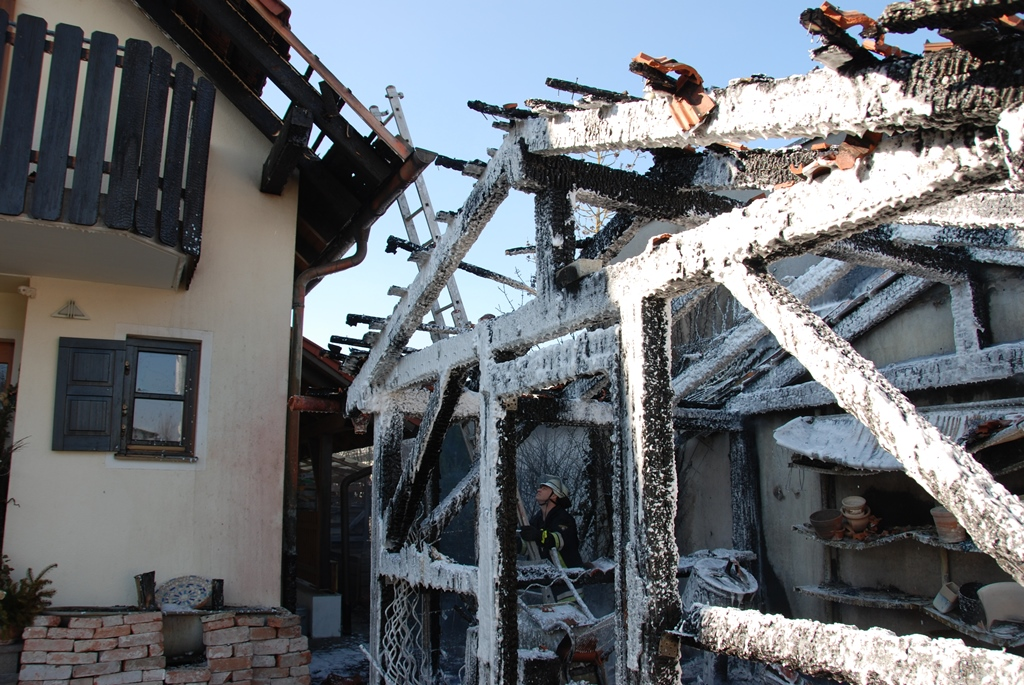
Brandbekämpfung mit nassem DLS

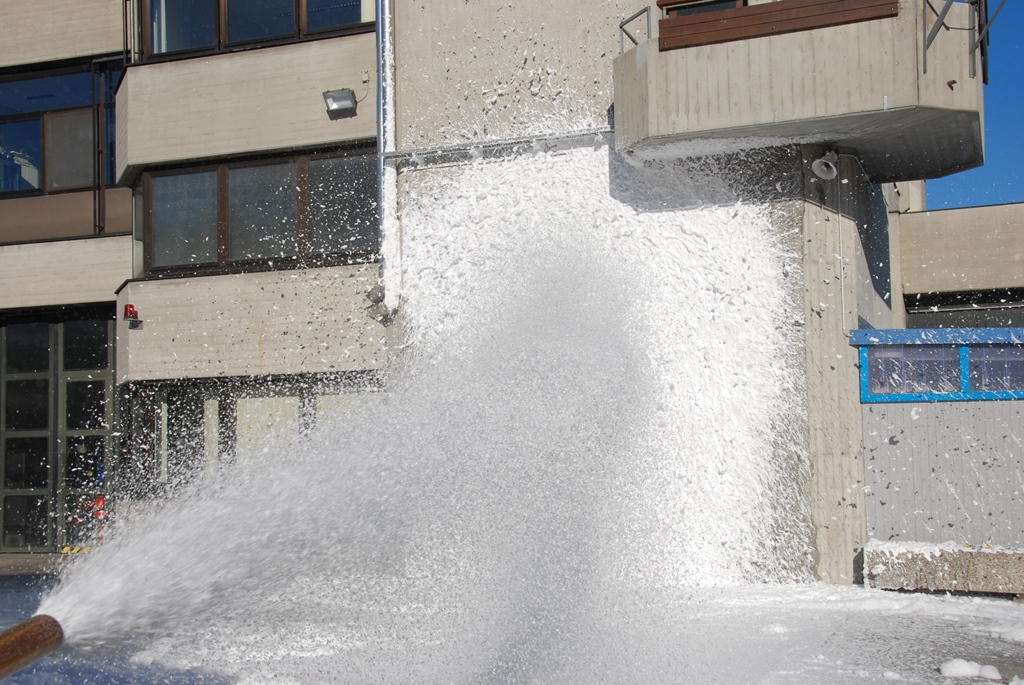
Schützen einer Oberfläche mit trockenem DLS

Brände sind mit nassem Druckluftschaum zu bekämpfen, da mehr Löschmittel verdampft werden kann.
Der trockene Druckluftschaum eignet sich für Nachlöscharbeiten und zur präventiven Abdecken exponierter Oberflächen mit Schaum.
Um Druckluftschaum herstellen zu können, sind insbesondere bei den Strahlrohren Mindestquerschnitte einzuhalten. Bei den Hohlstrahlohren sollte der Einstellbereich 300 l/min nicht unterschreiten und bei Rundstrahlrohren ist ein Mindestquerschnitt von 19 mm erforderlich. Diese Mindestquerschnitte sind notwendig, um neben dem Löschmittel-Förderstrom auch die komprimierte Luft fördern zu können. Mit Hohlstrahlrohren kann nur nasser Druckluftschaum erzeugt werden. Das Expansionsverhältnis liegt hier in der Regel bei 5. Wird Druckluftschaum bei einem Innenangriff verwendet, dann sollte aus taktischen Erwägungen der verfügbare Löschmittel-Förderstrom 200 l/min nicht unterschreiten.
Das primäre Ziel ist das Ausschalten der Wärmequelle. Dies gelingt nur durch direktes Löschen des Feuers. Ergänzend ist eine mehrere Sekunden anhaltende, kreisende Bewegung in den Brandraum durchzuführen. Wenn erforderlich den Vollstrahl auffächern. Das Strahlrohr ist immer wieder zur Kontrolle des Löscherfolgs zu schließen.
Bei der Brandbekämpfung ist darauf zu achten, dass der Druckluftschaum auf einer möglichst großen Fläche aufgetragen wird. Die Beweglichkeit des Strahlrohrführers und dessen Trefferquote bestimmt den Löscherfolg maßgeblich.
Zur Herstellung von Druckluftschaum können sämtliche zugelassenen Schwerschaummittel verwendet werden.
Aufgrund eines tragischen Unfalls sind Druckschläuche hinsichtlich ihrer Wärme- und Druckbelastbarkeit untersucht worden. Die wesentlichen Ergebnisse sind: Bei der Förderung von Wasser und Druckluftschaum treten bis 500 °C keine Unterschiede auf. Ist das Strahlrohr geschlossen, dann hält der mit DLS gefüllte Schlauch 30 min, bei einer Umgebungstemperatur von 275 °C. Diese extremen Temperaturen gefährden auch die Einsatzkräfte. Zu bedenken ist auch, dass andere Störeinflüsse die Löschmittelzufuhr einschränken oder unterbrechen können. Bezüglich der Qualität der Druckschläuche ist die Fachempfehlung des Fachausschusses Technik der deutschen Feuerwehren (Nr. 2 vom 30. Juli 2015) zu beachten.

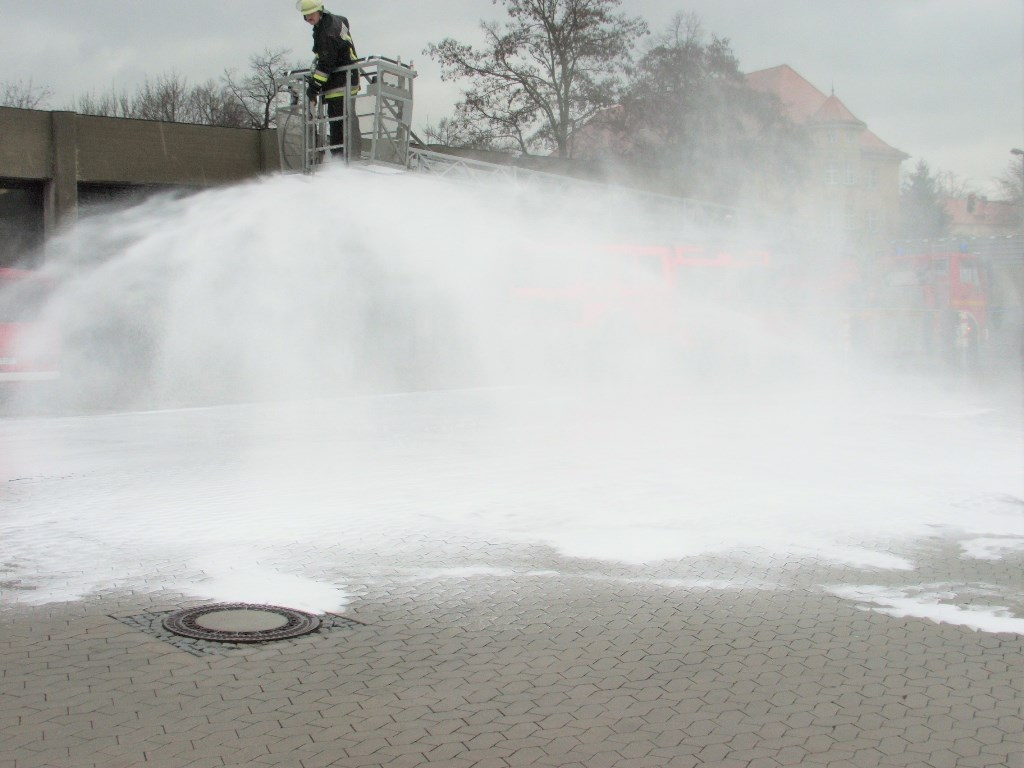
Sprinklerrohr für schwer zugängliche Räume

Die Temperaturen eines Brandereignisses in Gebäuden können durch Wärmeübertragung trotz augenscheinlichem Löscherfolg, insbesondere in Hohlräumen, zu einem zeitverzögerten erneuten Aufflammen führen. Um dies zu verhindern, sind Sondierungsöffnungen zu schaffen und ggf. ist durch Spezialrohre die Dispersion auch an schwer zugänglichen Stellen aufzutragen. Auch extrem hohe Brandlasten können die Einsatzkräfte gefährden. Ist die Dispersion auf den Oberflächen verdampft, kommt es zu einem erneuten Aufflammen. Diese Problemstellungen gelten unabhängig vom verwendeten Löschverfahren. Nur das Zeitintervall bis zur Rückzündung ist bei Druckluftschaum länger.
Nicht nur für die Bekämpfung brennbarer fester Stoffe eignet sich der Druckluftschaum, sondern auch für Flüssigkeitsbrände. Zu beachten ist hier allerdings, dass die Dispersion nur indirekt auf die brennende Flüssigkeitsoberfläche aufgetragen werden darf. Dies kann unter anderem erreicht werden, wenn exponierte Stellen, wie beispielsweise der Tank eines Lastkraftwagens als Reflexionsfläche des Vollstrahls verwendet wird. Die Dispersion kühlt dabei gleichzeitig die erhitzen Oberflächen und das ablaufende Löschmittel deckt die brennende Lache ab. Bleiben die Oberflächen weiß, dann signalisiert dies dem Strahlrohrführer eine ausreichende Kühlwirkung. Wichtig ist dabei, dass Flüssigkeitsbrände grundsätzlich mit mindestens zwei Rohren gleichzeitig bekämpft werden, somit besteht die Gefahr der Rückzündung.
Metallbrände können mit Druckluftschaum zwar nicht gelöscht werden, allerdings ist die Dispersion auch hier sehr hilfreich, um Sekundärbrände nachhaltig abzulöschen und angrenzende Objekte vor der Wärmestrahlung zu schützen. Mit dem trockenen Druckluftschaum kann dann die Schmelze abgedeckt werden. Die Dampfentwicklung hält sich in Grenzen und die Wärmestrahlung wird deutlich reduziert. Die direkte Applikation in die Schmelze ist, wie bei Flüssigkeitsbränden, unbedingt zu vermeiden.
Die Verwendung von Druckluftschaum erleichtert dem gut ausgebildeten Strahlrohrführer die Arbeit an der Brandstelle, ersetzt aber nicht die üblichen und weiterhin notwendigen taktischen und technischen Maßnahmen.
Unter Beachtung der technischen und taktischen Hinweise der Arbeitsgruppe Druckluftschaum des Referates 5 der vfdb kann durch die Anwendung von Druckluftschaum eine deutlich höhere Löschwirkung erwartet werden. Gleichzeitig existiert ein Sicherheitsgewinn infolge eines größeren Abstandes zum Gefahrenbereich, der durch die höhere Reichweite des Löschmittelstrahls möglich ist.
Auch bei umfangreichen Löscharbeiten (Dachstuhlbrände, Industriebrände), die konsequent mit dem Druckluftschaum-Löschverfahren durchgeführt wurden, sind keine signifikanten Wasserschäden aufgetreten. Dies kann durchaus als Nachweis der Effizienz des Druckluftschaum-Löschverfahrens gewertet werden. Voraussetzung ist die ausschließliche Verwendung von Druckluftschaum bei der Brandbekämpfung.

## Vor- und Nachteile des Verfahrens
Die Druckluftschaum-Löschtechnik baut auf den Vorteilen der Druckzumischung auf. Die Schaumerzeugung findet im Fahrzeug statt und nicht am Strahlrohr. Damit ist die Schaumerzeugung unabhängig von schädlichen Einflüssen des Brandrauches. Die Haftfähigkeit der Dispersion und das Eindringvermögen (Penetration) der in der Dispersion gespeicherten Flüssigkeit in das Brandgut führen zu einem sehr nachhaltigen Löscheffekt. Die sichtbare Lösch- bzw. Kühlwirkung führt durch das haftende Löschmittel (weiße Oberfläche) zu weiteren Einspareffekten. Wasserschäden lassen sich bei konsequenter Anwendung dieser Technik nahezu vermeiden.
Neben der Löschwirkung führt der Druckluftanteil in den Schläuchen zu einer Reduzierung des Gewichtes von mindestens 25 %, was von den Anwendern als besonders angenehm empfunden wird. Mit einem Löschmittel-Förderstrom von 300 l/min können beispielsweise brennende Objekte in einer Entfernung von 30 Metern bei einer Höhe von zwei bis fünf Meter noch erreicht werden. Die 800 l/min werden vor allem für einen Außenangriff, beispielsweise bei einem Dachstuhlbrand, vom Rettungskorb der Drehleiter aus benötigt. Mit einer geringeren Durchflussmenge würde die Gefahr bestehen, dass zu wenig Löschmittel das Brandobjekt erreichen kann.
Nachteilig sind die Mehrkosten für den Druckluftkompressor sowie die Regel- und Steuerungstechnik.